# Zizurkil
Zizurkil és un municipi de Guipúscoa, de la comarca de Tolosaldea. Limita amb Aduna a l'est, amb Villabona-Amasa a l'est i sud i amb Asteasu per l'oest. En la zona nord del municipi (zona boscosa que no està poblada) limita amb els termes municipals d'Andoain, Zubieta, Usurbil i Aia. A més posseeix petits enclavaments al municipi d'Aia

## Demografia
| 1900 | 1910 | 1920  | 1930  | 1940  | 1950  | 1960  | 1970  | 1981  | 1991  | 2000  | 2005  | 2008  |
| ---- | ---- | ----- | ----- | ----- | ----- | ----- | ----- | ----- | ----- | ----- | ----- | ----- |
| 913  | 920  | 1.075 | 1.156 | 1.229 | 1.395 | 1.531 | 1.799 | 2.887 | 2.711 | 2.838 | 2.828 | 2.794 |

## Història
Segons la tradició Zizurkil és una de les poblacions més antigues de Guipúscoa. Es tractaria doncs d'un antiquíssim llogaret de pastors que exercia el seu domini sobre una part important i extensa del territori guipuscoà. No obstant això no hi ha proves reals que aquesta tradició sigui certa. El primer esment escrita d'aquesta localitat data de 1312 quan s'aveïna a la vila de Tolosa. En 1512 els zizurkildarres van participar en la Batalla de Belate, on les tropes guipuscoanes van arrabassar a les navarreses 12 peces d'artilleria. Aquests 12 canons figuren des de llavors en el seu escut. En 1615 va comprar la seva condició de vila a la Corona desvinculant-se de la tutela de Tolosa.

## Administració
A les eleccions al Parlament Basc de 2005 la llista més votada va ser la coalició nacionalista PNB-EA amb el 39,3% dels vots, seguit d'EHAK amb el 29% i el PSE-EE amb el 14,3%. En les passades eleccions municipals 2007, cinc van ser els partits que van presentar candidatura al municipi; EAJ-PNB, PSE-EE, EA, EB-ARALAR i PP. Aquests van ser els resultats: 
- Eusko Alderdi Jeltzalea - Partit Nacionalista Basc : 323 vots (5 escons)
- Partit Socialista d'Euskadi - Euskadiko Ezkerra : 163 vots (2 escons)
- Eusko Alkartasuna : 122 vots (2 escons)
- Ezker Batua - Aralar: 83 vots (1 escó)
- Partit Popular : 64 vots (1 escó)

D'aquesta manera, va resultar guanyadora la candidatura d'EAJ-PNB, que va fer que María Ángeles Lazkano Larrañaga fos alcaldessa de la localitat, a l'assolir el seu partit 5 escons, 3 més que les dues següents forces més votades, PSE-EE i EA. EB-ARALAR va assolir un únic escó, mentre que PP va assolir altre escó en l'ajuntament. Destacar el vot nul, que va superar a qualsevol candidatura, a l'obtenir 486 vots, que l'esquerra abertzale EAE-ANV (il·legalitzada en el municipi) reclama com seus.

## Personatges cèlebres
- Patxi Bisquert (1952-): actor
- Pedro María Otaño (1857-1910): escriptor en basc